# Goku Shohan Kata Enban
Goku –Shohan Kata Enban– (jap. 獄–初犯型円盤–) jest to pierwszy minialbum (EP) zespołu Girugamesh wydany 25 maja 2005 roku.

## Lista utworów
| Nr | Tytuł                     | Czas |
| -- | ------------------------- | ---- |
| 1. | "Having Betrayed is Why"  | 4:23 |
| 2. | "Kanaenu Yume" (叶えぬ夢) | 2:58 |
| 3. | "[Gokusou]" (【獄窓】)    | 3:52 |
| 4. | "[Goku]" (【獄】)         | 2:52 |
| 5. | "Kosaki Uta" (枯咲き歌)   | 4:22 |